# Alentejo: Tinto's Law
Alentejo: Tinto's Law é um RPG de ação de 2024 desenvolvido pela Loading Studios e publicado pela Teknamic Software para Game Boy e navegadores web. O jogo é vagamente inspirado na série de televisão da RTP de 1991, Alentejo Sem Lei e nos filmes Spaghetti Western de meados da década de 1960.
A narrativa acompanha Gildo, um misterioso recém-chegado à Aldeia de Tinto, onde ele pretende interromper o tráfico ilegal de vinho tinto no Alentejo do século XIX. A versão para Game Boy marca o primeiro jogo comercial desenvolvido em Portugal lançado para esta plataforma.

## Jogabilidade
Alentejo: Tinto's Law é um jogo de RPG de ação para um jogador (Single-Player) com enfânse na narrativa e nos elementos de puzzles. O jogo encontra-se dividido em duas seções: um mundo à superfície, com foco na narrativa, nos desafios de exploração e ação, e um mundo subterrâneo contendo níveis com puzzles e power-ups colecionáveis.
A narrativa de Alentejo: Tinto's Law centra-se na personagem de Gildo, um mistério forasteiro que recentemente apareceu na alentejana Aldeia de Tinto. Ele pretende desmantelar o controlo do Barão Tinto sobre o comércio e tráfico ilegal de vinho tinto da região, que está a ser feita através do uso abusivo da estação de comboios recentemente erguida naquela parte do Alentejo. Para isso, Gildo terá de explorar a região com o objectivo de reunir recursos, formar alianças com alguns dos habitantes locais e planear um assalto ao comboio para interromper e fragilizar a operação do Barão Tinto.

## Desenvolvimento e lançamento
Alentejo: Tinto's Law foi desenvolvido pela equipa da Loading Studios, anteriormente conhecida por The Fisherman: A Codefish Tale, vencedor de um dos prémios PlayStation Talents 2023. A equipa que desenvolveu Alentejo: Tinto's Law incluí Ivan Barroso (diretor e Game Designer), Vasco Oliveira (Level Designer), Daniel Penão (programador) e Marta Vaz (artista), com música composta por Pankyonshii. A Arte de Marketing foi criada por Martim Alves, com serviços adicionais de Tiago Colaço. Segundo Vasco Oliveira, o jogo foi criado como um projeto de design especulativo retro—imaginando como teria sido um título português para a Game Boy na década de 1990, uma época em que, na verdade, não foram desenvolvidos jogos para a plataforma em Portugal. Alentejo: Tinto's Law inspira-se em filmes populares da época, incluindo os spaghetti westerns do século XX, assim como na série de televisão da RTP de 1991 Alentejo Sem Lei.
O jogo foi lançado digitalmente em novembro de 2024 para navegadores de internet (web browsers) e fisicamente para o Game Boy via cartucho em fevereiro de 2025 pela Teknamic Software.

## Recepção

### Análises e reviews
Alentejo: Tinto's Law recebeu críticas geralmente positivas, particularmente pela sua narrativa, enigmas, humor e referências históricas à Península Ibérica do século XIX. As críticas incidiram também na falta de variedade das faixas musicais e das mecânicas básicas de tiro durante os desafios de acção.

### Recepção Critica
No IndieDB "Indie of the Year Awards" de 2024, o jogo foi finalista na categoria "Upcoming Games – Role-Playing". Foi também finalista no DevGamm Spotlight Awards (na categoria "Revelação do Ano") e ganhou o prêmio de "Melhor Jogo Nacional" no prémios Geeks d'Ouro. Em Junho de 2025, o jogo ganhou uma Menção Honrosa no concurso Fnac Novos Talentos
.

## Futuro e sequelas
Em fevereiro de 2025, a Loading Studios anunciou uma sequela intitulada Alentejo: The Tinto and The Ugly.